# Herbert Arthur Wheeldon
Herbert Arthur Wheeldon, född 6 juni 1864, död 28 oktober 1923, var en brittisk organist, kompositör. Född och verksam i Storbritannien.
Wheeldon gjorde bland annat Oriental intermezzo år 1915 samt Evening Chimes.
Wheeldon var vid 1900-talets början verksam vid University of Toronto som The university's examiners for music degrees.